# Obere Kleinmichelesmühle
Die Obere Kleinmichelsmühle ist die neunte Mühle im Siebenmühlental und in Privatbesitz. Laut Inschrift wurde diese Mühle im Jahr 1709 erbaut, benannt nach einem der drei Erben „klein“ Michel Weinmann. Sie gehört heute zur Gemarkung Plattenhardt.
Laut einer Inschrift unter dem Dach fand 1953 eine Renovierung statt. Sie steht gemäß §2 des Denkmalschutzgesetzes unter Denkmalschutz.